# ビエネッタ
ビエネッタ（Vienetta、Viennetta）とは、ロンドンに本社を置く多国籍企業グループであるユニリーバが開発し、世界各国で製造・販売しているアイスクリーム製品である。
日本においては、森永乳業がユニリーバと提携し、森永ブランドの製品として販売した。

## 概要

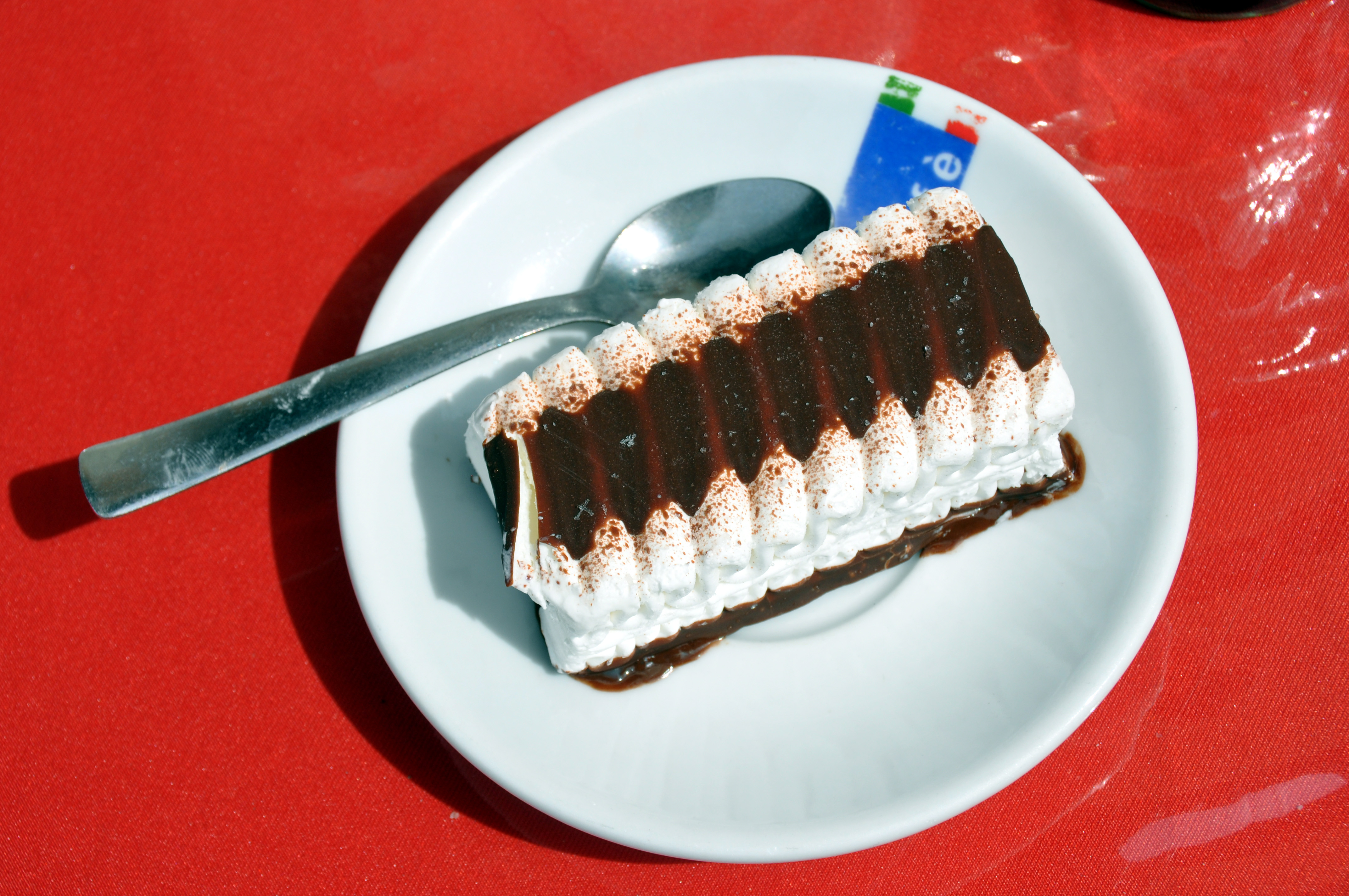
ビエネッタ（少量サイズのもの）

直方体のケーキを模したアイスクリームで、“ビエネッタ” (Vienetta / Viennetta) とは英語もしくはラテン語系の言語でオーストリアの首都であるウィーンを意味する"Vienna"に基づいた造語で、「ウィーン風」「ウィーンのような」といった意味であり、あくまでも商品としてのイメージとしてのもので、菓子としての発祥や由来がオーストリアやウィーンにあるわけではない。

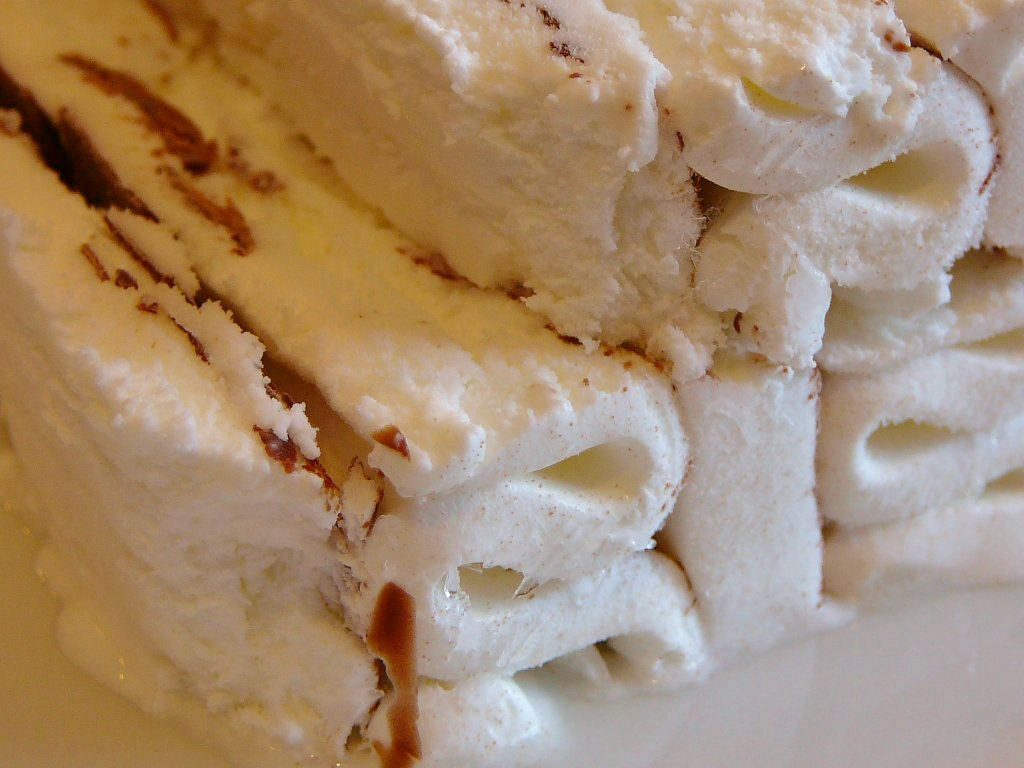
ビエネッタの拡大画像。アイスクリームがひだ状になっているのがわかる。

“ケーキのようなアイスクリーム”というのがセールスポイントで、アイスクリームに薄いチョコレートを被せたものが層になって長方形を成しており、アイス部分は波模様を形成している。この独特の階層構造は、ベルトコンベアに載ったトレーにアイスクリームをリボン状に絞り出すと同時に、チョコレートの層を薄く吹き付けることによって作られ、アイスを絞り出す速度がベルトコンベアの進行速度よりも速いためにアイス部分はひだ状に形成され、独特の波模様となる。また、層ごとにアイスクリームを絞り出す速度を変えて厚みに変化をつけている。アイスクリームの柔らかい舌触りと冷たいチョコレートの固めの歯触りの対比が特徴である。
上述の製品形態から、アイスクリームではあるが切り分けて食べるのが通例である。ただし、製品サイズに関しては、大型のブロック状ではなくハーフサイズ等の少量で売られているものや、プラスチックカップに入れられたタイプ、またスティックタイプの製品も存在する。
なお、販売国によっては“ビエネッタ” (Vienetta/Viennetta) 以外の商品名で販売されており、イスラエル向け製品は以前は“ファンタジア” (Fantasia(פנטסיה) の商品名で、スペインでは商標に関する法律上の問題から1990年代までは“コンテッサ” (Comtessa) の商品名で販売されていた。中華人民共和国においては"千层雪(QIANCENGXUE)"の商品名で販売されている。

## 歴史
ビエネッタは、1982年にユニリーバ社の子会社であるイギリスのウォールズ・アイスクリーム(Wall's Ice Cream)のグロスター工場の開発部長ケヴィン・ヒルマン (Kevin Hillman) とイアン・ブッチャー (Ian Butcher) によって開発された。以来、40年以上にわたってユニリーバのグループ企業および提携先企業で生産された同名の商品が欧米はじめ世界各国で発売されており、日本でも1983年より発売された（後述）。
2007年にはウォールズ社により誕生25周年を記念して、長さ74.5フィート（約22.7 m）のビエネッタが作られ、“世界最長のアイスクリーム”の記録を樹立した。

世界各国で製造販売されている製品ではあるが、年代によっては特定の地域と国では製造 / 販売されていない期間が存在する。一例として、1990年代後半には北米にはユニリーバグループの生産拠点およびライセンスを所得した製造会社が存在していなかったため、カナダでは販売されておらずアメリカ合衆国においては限定的にしか販売されていなかった（2021年には合衆国においてライセンス提携企業が復活し、製造販売が再開された）。

## 日本での販売
日本においては、森永乳業により1983年9月に初めて発売された。発売当初のキャッチコピーは「ウィーン風銘菓」、発売された当時は『第三の男』のテーマ音楽がCMのBGMに使われていた。以後、40年以上にわたり幾度かの商品ラインナップの変更やパッケージリニューアルを経て、森永乳業が販売を続けていた。
1990年代には、ユニリーバの日本法人である日本リーバ（現ユニリーバ・ジャパン）単独で、「イグロ」ブランドで販売していた時期があった。その後、販売元は森永乳業との提携ブランドである「エスキモー」ブランドに統一されたが、2010年に森永乳業がエスキモーブランドを廃止したことに伴い、同年10月以降は順次森永ブランドに置き換わっている。
2024年現在は、バニラとティラミスの2種類がある。サイズはこれまでのパーティサイズ (530 ml) に加え、ハーフサイズ(265ml)が存在したが、これに替わって2011年5月からはカップサイズ (184 ml) が発売されている。また、1987年と1999年にはパーティサイズを個食サイズ (120 ml) に縮小した「ミニビエネッタ」も発売された。「イグロ」ブランドでの発売時には、更に小さなサイズ (36 ml) のものを複数個入りのパッケージにした製品である「ビエネッタ ペティート」も存在した。
商品の知名度には年代によって大きな差があり、2023年において15～25歳（いわゆる「Z世代」）では約4%で、同年の40代の10分の1であった。
2025年2月10日、森永乳業はライセンス契約の終了により、2025年3月31日限りで販売を終了する旨を発表。

### 日本におけるラインアップ
＊海外では地域別に日本では発売されていないフレーバー（チョコミント、ピスタチオ、キャラメルビスケット、バニラココアクランチなど）の製品もあり、アイスの層の模様が日本のものと異なる場合もある。

2024年12月現在
- ビエネッタ バニラ
- ビエネッタ ティラミス
- ビエネッタカップ バニラ

かつて販売された製品
ビエネッタ
- チョコバニラ
- チョコアーモンド
- チョコレート
- ストロベリー
- キャラメル
- カプチーノ

1995年9月発売
- カフェラテ

2004年10月発売

ビエネッタ カップ
- フロマージュ

2011年12月に季節限定フレーバーとして発売
- ティラミス

2012年4月に季節限定フレーバーとして発売
- ストロベリークリーム

2012年12月に季節限定フレーバーとして発売
- カフェモカ

2015年11月に季節限定フレーバーとして発売

ビエネッタ ハーフ
- バニラ
- チョコレート
- ストロベリー

ミニビエネッタ
1987年 / 1999年発売
- チョコバニラ（後のラインナップ表記では「バニラ」）フレーバーのみ発売。1987年の初発売時には“ひとり占めサイズ”の副商品名で発売され、1999年の発売時には一箱2個入りのパッケージで販売された 。

「イグロ」ブランドでの販売ラインナップ
1990年3月より、日本リーバ「イグロ ビエネッタ」の製品シリーズ名で販売。
イグロ ビエネッタ レギュラー(540ml)
- バニラ
- チョコレート　

イグロ ビエネッタ ミニ(120ml)
- バニラ
- チョコレート　

イグロ ビエネッタ ペティート
1992年発売。一口サイズ(36ml)に個包装されたもの8個を、一つの箱に収めた“マルチパック”方式で販売。

## 栄養成分
下記に森永乳業販売のビエネッタ（バニラ）の栄養成分を示す。
| エネルギー | 819 kcal |
| タンパク質 | 13.6 g   |
| 脂質       | 55.4 g   |
| 炭水化物   | 66.6 g   |
| 食塩相当量 | 0.32 g   |